# 백자 철화운룡문 항아리
백자 철화운룡문 항아리(白磁 鐵畵雲龍文 立壺)는 조선 17세기에 산화 철로 용무늬를 그려 넣어 만들어진 철화백자 항아리이다. 대한민국의 보물 제645호로 1978년 12월 7일에 지정되었으며, 현재 이화여자대학교 박물관에서 소장하고 있다.

## 개요
이 항아리는 궁중 연향에서 사용되기 위해 제작되었으며, 본래는 청화백자로 제작되던 용준(龍樽)이 철화백자로 제작된 것이다. 입 부분은 안으로 기울어서 세워져있고, 몸체는 어깨 부분에서 팽배해졌다가 서서히 좁아지는 S자 곡선을 이루면서 아랫부분에서 다시 벌어지는 형태이며 이는 조선전기로부터 이어지는 준(樽)의 특징이다.
유약은 회백색의 백자유로 전면에 발라졌으며, 철사(鐵砂)의 빛깔은 짙고 뚜렷하다. 문양은 입 부분에 당초문대(唐草文帶), 어깨에는 연판문대(蓮瓣文帶)밑부분에는 이중의 삼각선문대(三角線文帶)를 짙은 철사로 나타냈다. 몸체 전면에는 구름 속에서 여의주를 집어삼키려는 듯한 모습의 용을 표현하였다. 부릅뜬 눈, 입, 뿔, 수염, 갈퀴, 비늘 등의 표현이 구름과 함께 약동하듯이 묘사되어있다.
철사의 발색은 붉은 철정색이 짙어서 바탕과의 색 대비가 강렬하며, 굽은 오목하게 안바닥을 파내었으며, 굽다리에는 가는 모래받침을 받쳐서 구운 흔적이 남아 있다. 노출된 태토는 회황색을 띠고 있다.

## 특징
철화백자 용준은 기록과 유적 조사 등을 통해서 17세기 전반 경에 본격적으로 제작되었음이 파악되었다. 이는 당시 조선에 거듭된 전란으로 물력과 청화 안료가 부족하여 청화백자 용준의 마련이 여의치 않았기 때문이다. 이에 따라 여러 가지 다른 방책들이 모색되었는데, 그 중 하나는 완성품인 백자 위에 임시로 필요한 그림을 그려서 청화백자처럼 꾸민 '가화(假畵)' 용준이 사용되었다. 그러나 그 폐단이 많이 생기게 되어 이와 함께 '석간주'로 무늬를 그린 철화백자 용준이 제작되어 사용되기 시작한다. 철화백자 용준의 간지(干支)명문과 출토 유물의 성격 등을 통해서 17세기 전중반에 운영을 했을 것으로 추정되는 관요지에서 확인된 철화백자 용문호편들이 이를 입증한다. 이 백자 철화운룡문 항아리는 1985년 이화여자대학교 박물관의 발굴조사 결과 17세기 중엽 관요지 중 하나인 경기도 광주 선동리에서 제작된 것이 밝혀졌다.
이 항아리의 회백색의 유약, 특이한 기형, 운룡문, 당초문, 삼각선 문양 등의 철사 문양, 오목한 굽의 표현 등은 경기도 광주군 일대의 17세기 관요지인 상림리, 선동리, 정지리 등의 가마터의 백자에서도 나타나고 있다. 이 기형은 1489년(성종 20)에 만들어진 백자 청화‘홍치2년’명 송죽문 항아리(동국대학교박물관 소장)에서 비록되었으며, 16세기 후반경으로 추정되는 백자 청화송죽인물문 항아리(이화여자대학교박물관 소장)로 이어져서 17세기 전반경의 변화된 모습이 이 항아리에서 나타난 것으로 생각된다. 특히 항아리 표면에 장식된 운룡문으로 보아 이 항아리는 당시 궁중에서 사용하던 용준항(龍罇缸 : 용을 그린 항아리)의 하나였다고 생각된다.